# C
C je tretja črka slovenske abecede in latínice.

## PomeniC
- C, C++ in C# so v računalništvu programski jeziki.
- c je v fiziki označba za osnovno fizikalno konstanto hitrost svetlobe (latinsko celeritas – hitrost).
- c je v kemiji označba za koncentracijo (angleško concentration) – koncentracija).
- C je simbol za kemijski element ogljik.
- v biokemiji je C enočrkovna oznaka za aminokislino cistein.
- kot rimska številka ima C vrednost sto (latinsko centum – sto).
- v vojaški terminologiji C označuje transportno (angleško Cargo) letalo ali helikopter.
- C je mednarodna avtomobilska oznaka Kube
- v mednarodnem sistemu enot
  - C je simbol za coulomb, enota SI za  električni naboj
  - c, centi, je predpona SI; pomeni 10−2
- °C je simbol Celzijeve stopinje
- v računalništvu kombinacija tipk Ctrl-C (ali Command-C) kopira označeno vsebino na odložišče
- vitamin C
- C je v glasbi ime tona
- v kratici npr C-64 (gl.Commodore 64) je oznaka za firmo Commodore.